# Enrique Córdoba
Guillermo Enrique Córdoba Zúñiga (Cartago; 1 de agosto de 1938-2 de marzo de 1977) fue un futbolista costarricense que jugó de delantero.

## Trayectoria
Era apodado "pelirrojo" y toda su carrera jugó en el equipo de su ciudad CS Cartaginés, desde muy joven en 1954 hasta principios de 1970. Se convirtió en un ídolo del club y ganó la Copa Gastón Michaud 1963.

## Selección nacional
Jugó con la selección de Costa Rica en el Campeonato Centroamericano y del Caribe de Costa Rica 1961 y los Campeonatos de Naciones de la Concacaf de El Salvador 1963 y Guatemala 1965.

## Palmarés

### Títulos nacionales
| Título              | Equipo     | País       | Año  |
| ------------------- | ---------- | ---------- | ---- |
| Copa Gastón Michaud | Cartaginés | Costa Rica | 1963 |

### Títulos internacionales
| Título                                  | Equipo     | Sede        | Año  |
| --------------------------------------- | ---------- | ----------- | ---- |
| Campeonato Centroamericano y del Caribe | Costa Rica | Costa Rica  | 1961 |
| Campeonato de Naciones de la Concacaf   | Costa Rica | El Salvador | 1963 |